# مارسيلو كاردوزو
مارسيلو كاردوزو (بالإسبانية: Marcelo Cardozo)‏ هو لاعب كرة قدم أرجنتيني، ولد في 8 ديسمبر 1987 في لابلاتا في الأرجنتين. لعب مع جيمناسيا لابلاتا وديفنسا خوستيكا وغودوي كروز ويونيون دي سانتا في.

## وصلات خارجية
- مارسيلو كاردوزو على موقع قاعدة بيانات كرة القدم.إي يو (الإنجليزية)
- مارسيلو كاردوزو على موقع Soccerway.com (الإنجليزية)